# Kretische Wildziege
Die Kretische Wildziege (Capra aegagrus cretica), auch als Kretische Gämse, Agrimi oder Kri-kri bekannt, wird im Allgemeinen als Unterart der Wildziege betrachtet. Molekulargenetische Untersuchungen legen eine Abstammung von frühen Hausziegenrassen nahe. Allerdings blieben ihre ursprünglichen Eigenschaften in Morphologie, Farbgebung und Verhalten im Vergleich mit verwandten nichtdomestizierten Wildziegenrassen Asiens weitgehend erhalten.

## Beschreibung
Das Fell ist hellbraun mit einem dunklen Aalstrich am Nacken und auf dem Rücken, der mit dem Alter der Tiere immer ausgeprägter wird. Die Sommerdecke ist rötlich braun, die Winterdecke langhaarig und grau. Das Gewicht beträgt zwischen 15 und 40 kg. Der Bock hat zwei 80 cm lange, nach hinten gebogene Hörner und einen langen Ziegenbart, bei den Geißen sind Hörner und Bart viel kürzer. Die Böcke können ein Alter von zwölf bis achtzehn Jahren erreichen.

## Vorkommen
Sie ist in der Samaria-Schlucht in den Lefka Ori im westlichen Kreta heimisch. Um die Merkmale der Unterart cretensis zu erhalten und der Verkreuzung mit verwilderten Hausziegen vorzubeugen, wurden kleinere Populationen auf den der Nordküste vorgelagerten unbewohnten Inseln Dia, Agii Theodori und Agii Pandes ausgewildert. Weitere Tiere wurden nach Atalanti, Moni, Psili und Sapientza gebracht.
Der taxonomische Status der verwandten Unterarten Capra aegagrus dorcas von der Nördlichen Sporaden-Insel Gioura und Capra aegagrus pictus von der Kykladeninsel Andimilos ist umstritten.

## Lebensraum und Lebensweise
Ihr Lebensraum besteht aus karstigen Felsregionen mit Bergwäldern aus Kalabrischen Kiefern (Pinus brutia), Kreta-Ahorn (Acer sempervirens), Kermes-Eichen (Quercus coccifera), Mittelmeer-Zypressen (Cupressus sempervirens) und Stech-Wacholder (Juniperus deltoides). Die Kretische Wildziege äst bei Dämmerung oder in der Nacht und vermeidet die Nähe zum Menschen. Ihre Nahrung besteht aus Blättern, Knospen, Trieben, Gräsern und Kräutern.

## Fortpflanzung
Die Brunft ist zwischen Oktober und Dezember und nach einer Tragzeit von 142 bis 153 Tagen kommen im April und Mai die Kitze (ein bis zwei pro Wurf) zur Welt. Nur die Geißen kümmern sich um die Kitze, die bei der Geburt ungefähr 2 kg wiegen. Nach drei bis viereinhalb Monaten sind die Kitze entwöhnt. Die Böcke erreichen nach zwölf Monaten die Geschlechtsreife, die Geißen nach zehn bis elf Monaten. Bei den Weibchen ist die Sterblichkeitsrate höher als bei den Böcken.

## Kretische Wildziege und Mensch

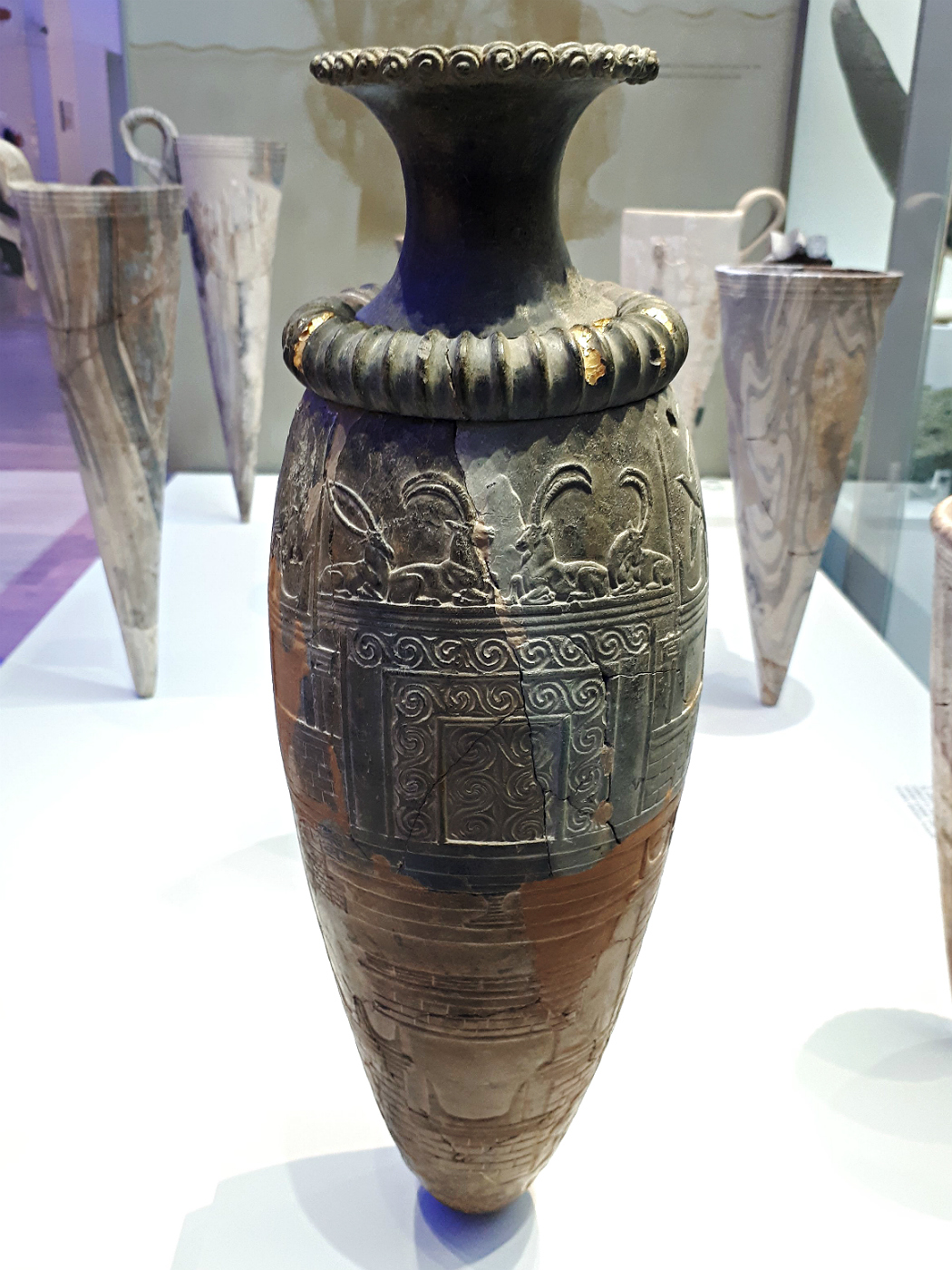
Minoisches Rhyton mit einem Wildziegen-Relief

Spätestens in der Jungsteinzeit mit der Besiedelung der Ägäisinseln kam die Kretische Wildziege in ihrer Wildform oder in einem frühen Stadium der Domestizierung von Asien nach Kreta. Sie ist nicht, wie ursprünglich angenommen, eine echte Unterart der Wildziege, sondern vielmehr die verwilderte Form der allerersten domestizierten Ziegen, die in der Levante und anderen Teilen des östlichen Mittelmeeres vor 7500 bis 8000 Jahren existiert haben.
Bei archäologischen Ausgrabungen hat man einige Wandmalereien mit Kretischen Wildziegen entdeckt. Einige Akademiker glauben, dass dieses Tier während des Altertums von den Inselbewohnern verehrt wurde. So gibt es einen Sarkophag aus dem 11. Jahrhundert v. Chr., auf dem eine Jagdszene mit Kretischen Wildziegen und Hunden dargestellt wird.
Auf Kreta werden die Böcke oft als agrimi (αγρίμι, der Unbeugsame) bezeichnet, während die Geißen Sanada genannt werden. 
Früher waren die Agrimi auf ganz Kreta verbreitet, doch in der ersten Hälfte des 20. Jahrhunderts wurde sie in weiten Teilen der Insel so stark verfolgt, dass sie nur noch in der Samaria-Schlucht in den Weißen Bergen eine Zuflucht fand. Ihr Fleisch war sehr begehrt und die Inselbewohner stellten aus ihren Hörnern Bögen her. 1928 wurden ausgewählte Tiere auf die Insel Theodorou, 1951 auf die Insel Agii Pandes und 1957 auf die Insel Dia gebracht, um dort neue Herden aufzubauen. Bis  1960 war die Kretische Wildziege durch übermäßige Jagd gefährdet, und ihr Bestand war auf unter 200 Tiere gesunken. Sie galt als einzige Fleischzufuhr der Bergguerilla während der deutschen Besatzung im Zweiten Weltkrieg. Ihr Seltenheitsstatus war einer der Gründe, dass die Samaria-Schlucht in den 1960er Jahren zum Nationalpark erklärt wurde und heute von der UNESCO als Biosphärenreservat eingestuft wird. Heute leben ungefähr 2000 Tiere auf Kreta, die aber weiterhin wegen ihres zarten Fleisches gewildert werden. Hinzu kommen die Verarmung des Genpools durch Hybridisierung mit Hausziegen, die Verknappung der Weidegründe sowie die stärkere Beeinträchtigung durch Krankheiten. Mischlinge aus Agrimis und Hausziegen werden von den Inselbewohnern Fouriarika genannt.
In der nationalen Roten Liste ist Capra aegagrus cretica als gefährdet (VU – Vulnerable) eingestuft.